# Ура, Кадзусигэ
Кадзусигэ Ура (яп. 浦 和重; род. 10 ноября 1975[…], Нидзё, Фукуока) — японский гребец, выступавший за сборную Японии по академической гребле в 1998—2012 годах. Чемпион Азиатских игр, победитель и призёр многих регат национального значения, участник трёх летних Олимпийских игр.

## Биография
Кадзусигэ Ура родился 10 ноября 1975 года в городе Нидзё (ныне Итосима) префектуры Фукуока, Япония.
Занимался академической греблей во время учёбы в местной старшей школе, позже проходил подготовку в клубе телекоммуникационной компании NTT East.
Первого серьёзного успеха на взрослом международном уровне добился в сезоне 1998 года, когда вошёл в основной состав японской национальной сборной и побывал на Азиатских играх в Бангкоке, откуда привёз награду серебряного достоинства, выигранную в зачёте распашных безрульных четвёрок.
В 1999 году в той же дисциплине занял 12 место на этапе Кубка мира в Вене и 15 место на чемпионате мира в Сент-Катаринсе.
В 2000 году в безрульных лёгких четвёрках стал двенадцатым на этапе Кубка мира в Люцерне, тогда как на мировом первенстве в Загребе показал седьмой результат в лёгких восьмёрках.
В 2001 году в лёгких парных двойках был седьмым на этапе Кубка мира в Мюнхене и пятым на мировом первенстве в Люцерне.
На Азиатских играх 2002 года в Пусане выиграл золотую и серебряную медали в лёгких парных двойках и в распашных рулевых восьмёрках соответственно. Также в лёгких двойках стал шестым на этапе Кубка мира в Мюнхене двенадцатым на чемпионате мира в Севилье.
В 2003 году добавил в послужной список серебряную награду, полученную в лёгких парных двойках на этапе Кубка мира в Люцерне, в то время как на мировом первенстве в Милане стал в той же дисциплине девятым.
Находясь в числе лидеров гребной команды Японии, благополучно прошёл отбор на летние Олимпийские игры 2004 года в Афинах — совместно с Дайсаку Такэдой в парных двойках лёгкого веса оказался шестым.
В 2005 году в лёгких одиночках был шестым на этапе Кубка мира в Итоне и седьмым на домашнем чемпионате мира в Гифу.
В 2007 году в лёгких парных двойках стал шестым на чемпионате мира в Мюнхене, показал четвёртый и седьмой результаты на этапах Кубка мира в Линце-Оттенсхайме и Люцерне соответственно.
Участвовал в Олимпийских играх 2008 года в Пекине — на сей раз в парных двойках лёгкого веса вместе с Дайсаку Такэдой занял итоговое 13 место.
После пекинской Олимпиады Ура остался в составе японской национальной сборной на ещё один олимпийский цикл и продолжил принимать участие в крупнейших международных регатах. Так, в 2009 году на мировом первенстве в Познани он финишировал четвёртым в зачёте лёгких восьмёрок.
В 2010 году в распашных безрульных четвёрках лёгкого веса стартовал на трёх этапах Кубка мира, но ни на одном не смог пробиться в главный финал А.
В 2011 году в лёгких безрульных четвёрках занял 19 место на чемпионате мира в Бледе.
Благодаря удачному выступлению на Азиатской квалификационной регате удостоился права защищать честь страны на Олимпийских играх 2012 года в Лондоне. Здесь в программе двоек парных лёгкого веса они с Дайсаку Такэдой отобрались в утешительный финал В и расположились в итоговом протоколе соревнований на 12 строке.